# Эджертон, Фрэнсис, 1-й граф Элсмир
Фрэнсис Эджертон, 1-й граф Элсмир (1 января 1800 — 18 февраля 1857) — британский политик, путешественник, общественный деятель, писатель и филантроп. В честь него были названы канадский остров Элсмир и озеро в Новой Зеландии.

## Биография
Младший сын 1-го герцога Сазерленда, британского посла в революционной Франции. Учился в престижных заведениях Итон и Крайстчерч.
В 1822—1826 годах впервые был членом британского парламента. Затем проходил туда ещё дважды. В 1827 назначен Лордом Казначейства. Затем занимал несколько ключевых государственных постов, включая должность секретаря по ирландским делам, и в 1833 году принял фамилию Эджертон, что было удостоверено королевской лицензией. В политике был консерватором (тори) оригинальных взглядов и ранним защитником свободной торговли.
Ещё в юности опубликовал томик стихов, а затем выполнил один из первых переводов «Фауста» Гёте на английский язык. В 1839 году посетил Средиземноморье и Святую Землю, описав свои впечатления в книге Mediterranean Sketches (1843), а также написал по следам поездки поэму. Опубликовал и ряд других работ. Литературные успехи позволили ему в 1841 году занять пост ректора Университета Абердина.
Заинтересовавшись военной теорией он, являясь протеже Веллингтона, участвовал в дискуссиях о военном искусстве и опубликовал анонимный перевод работы Клаузевица о русской кампании Наполеона (1843). Также под его влиянием герцог сам написал эссе об идеях Клаузевица.
Был крупным и до сих пор недооцененным покровителем искусств. Граф Элсмир унаследовал большую коллекцию картин и существенно дополнил её при своей жизни, более того, построил галерею для демонстрации произведений искусства, куда публика имела свободный доступ. Был президентом Королевского географического общества и Королевского азиатского общества (1849—1852), а также одним из попечителей Национальной галереи. Один из основателей собрания Национальной портретной галереи, которой подарил Чандосовский портрет Шекспира.
Граф Элсмир был женат на леди Гарриет Екатерине Гревилль, пара имела 11 детей, некоторые из которых стали впоследствии известны в политике и морском деле (двое из них были депутатами Парламента, причём один ещё и адмиралом).
Граф Элсмир скончался в своём лондонском особняке в возрасте 57 лет.